# Ramah (kunstenaar)

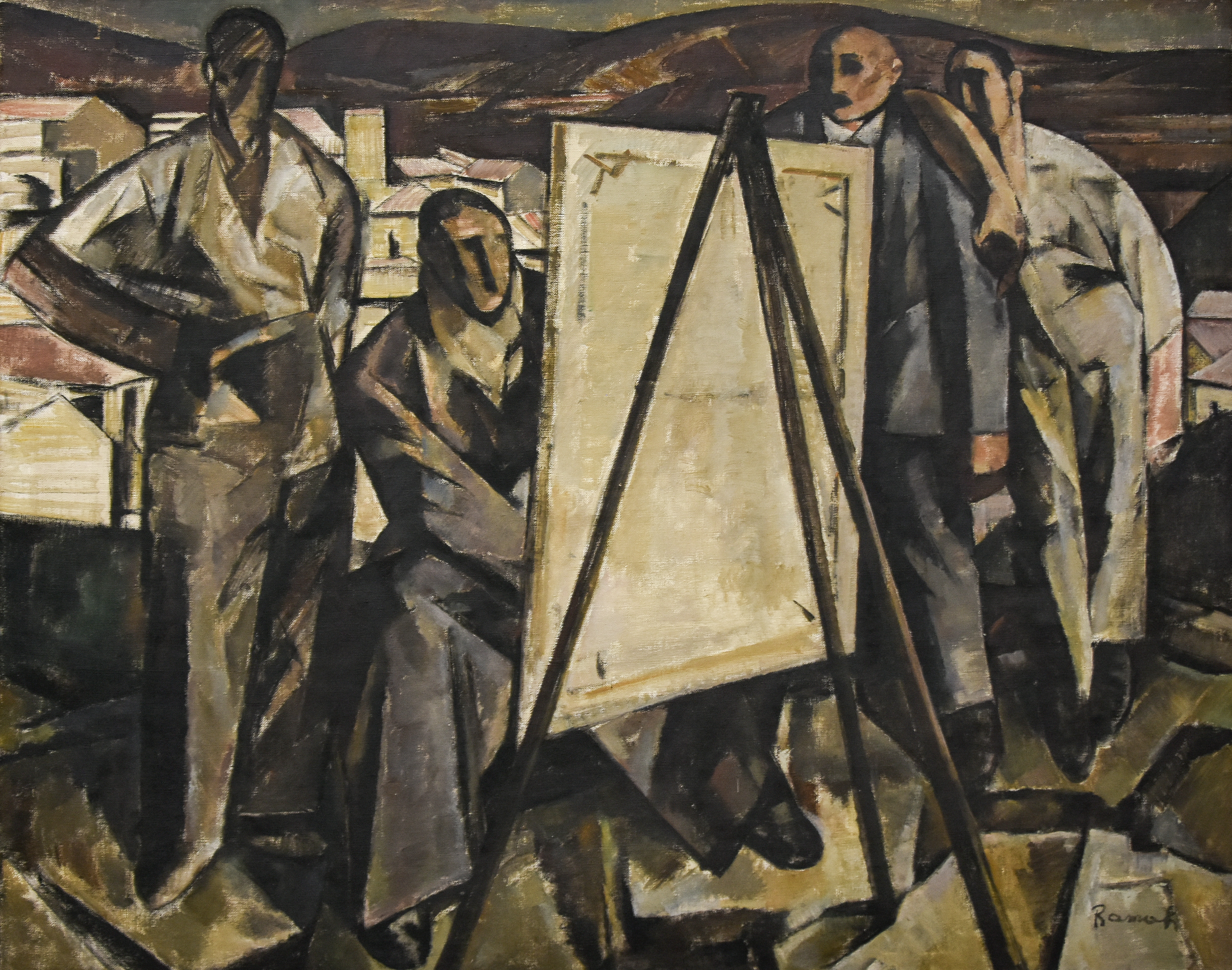
De schilder (1922) in het Museum voor Schone Kunsten (Gent)

Ramah, artiestennaam van Henri-François Raemaeker (Sint-Joost-ten-Node, 2 september 1887 - aldaar, 10 maart 1947), was een Belgisch schilder, aquarellist, etser, tekenaar en illustrator die gerekend wordt tot de school van de Brabantse fauvisten.

## Levensloop
Henri François Raemaeker (volgens zijn geboorteakte wordt de naam geschreven zonder een laatste "s") werd geboren te Sint-Joost-ten-Node op 2 september 1887, om negen uur 's avonds, in de Impasse Debelder nr. 2 aan de Leuvensesteenweg, in het huis van zijn grootouders. Zijn moeder, Valentine Emilie Raemaeker, in 1887 omschreven als "zonder beroep", was geboren te Sint-Joost-ten-Node op 8 november 1863, Impasse Debelder nr. 2. Haar ouders waren Pierre François Raemaeker, timmerman van beroep, geboren op 6 december 1833 in Sint-Joost-ten-Node, en Jeanne Marie Selderslag, huisvrouw maar vroeger gouddorser, afkomstig van Sint-Stevens-Woluwe, waar zij op 20 januari 1833 in een landbouwersgezin werd geboren. Pierre François Raemaeker was op 26 april 1858 in Sint-Joost-ten-Node getrouwd met Jeanne Marie Selderslag, en uit de huwelijksakte blijkt dat zij al heel vroeg wees was, want haar moeder overleed op 29 januari 1833, enkele dagen na de geboorte van haar dochter, en haar vader overleed op 7 augustus 1833, zes maanden na de geboorte van zijn dochter.
Hij werd door François Beauck aangemoedigd tot een kunstenaarsloopbaan.
Ramah schilderde voornamelijk landschappen en portretten. Zijn werk was vooral decoratief van aard.
Op 25-jarige leeftijd voerde hij de 15 etsen uit die in 1913 gebruikt werden voor een bibliofiele uitgave van Les Villages illusoires van de Vlaamse Franstalige dichter Emile Verhaeren. Het jaar daarop illustreerde hij de Ulenspiegel van Charles De Coster.
Vanaf 1926 was hij lid van het kunstenaarscollectief de Groupe des IX (met Hippolyte Daeye, Gustave De Smet, Oscar Jespers, Willem Paerels, Constant Permeke, Frits Van den Berghe, Edgard Tytgat en Gustave Van de Woestijne) en in 1938 van Les Compagnons de l'Art.
Vanaf 1942 had hij als leerling de jonge Roger De Coninck (Diegem 1926 - Bligny 2002) die een getalenteerd schilder was.

## Galerij

Schilderijen van Ramah
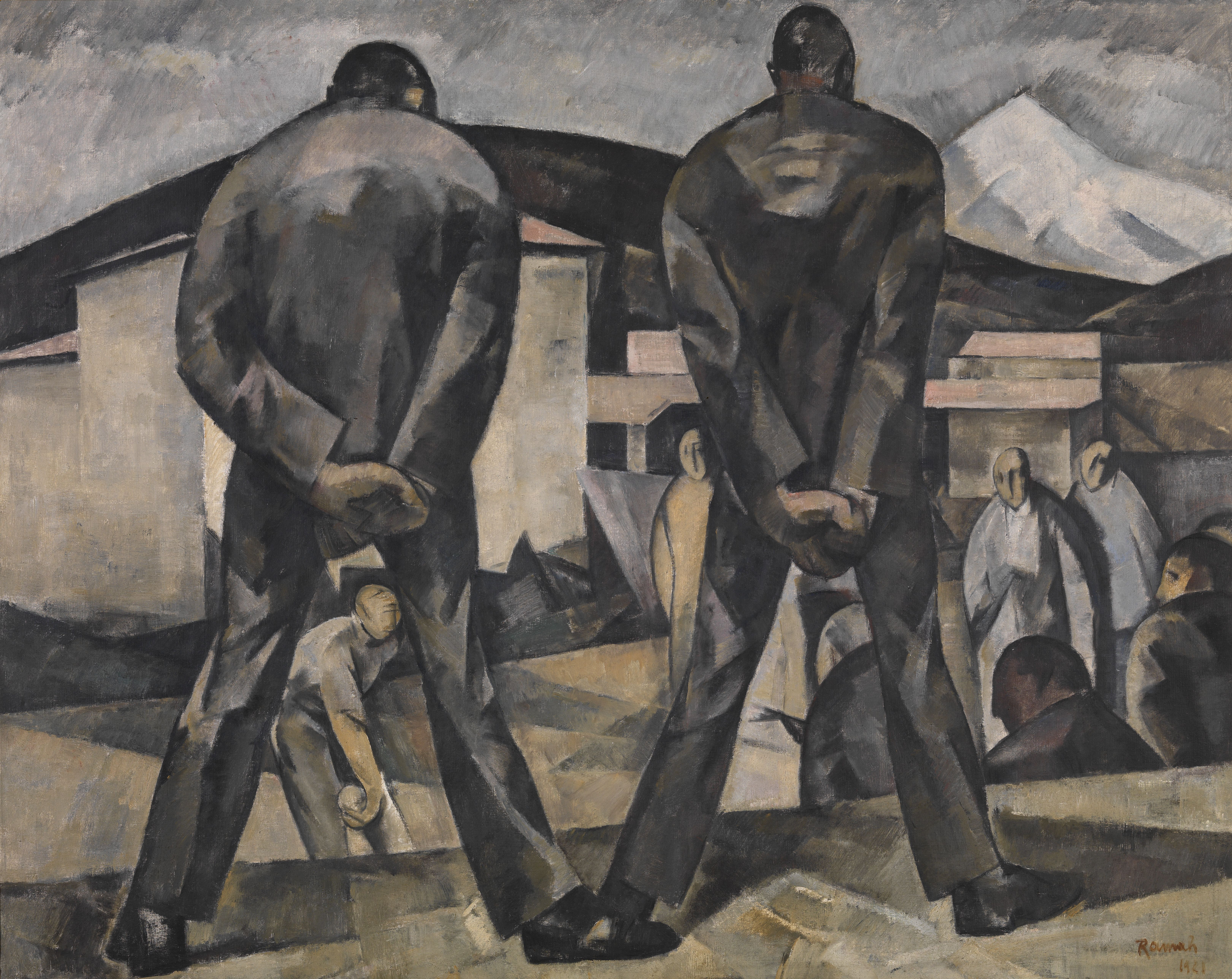
Bolspelers, Ramah, 1921, Koninklijk Museum voor Schone Kunsten Antwerpen
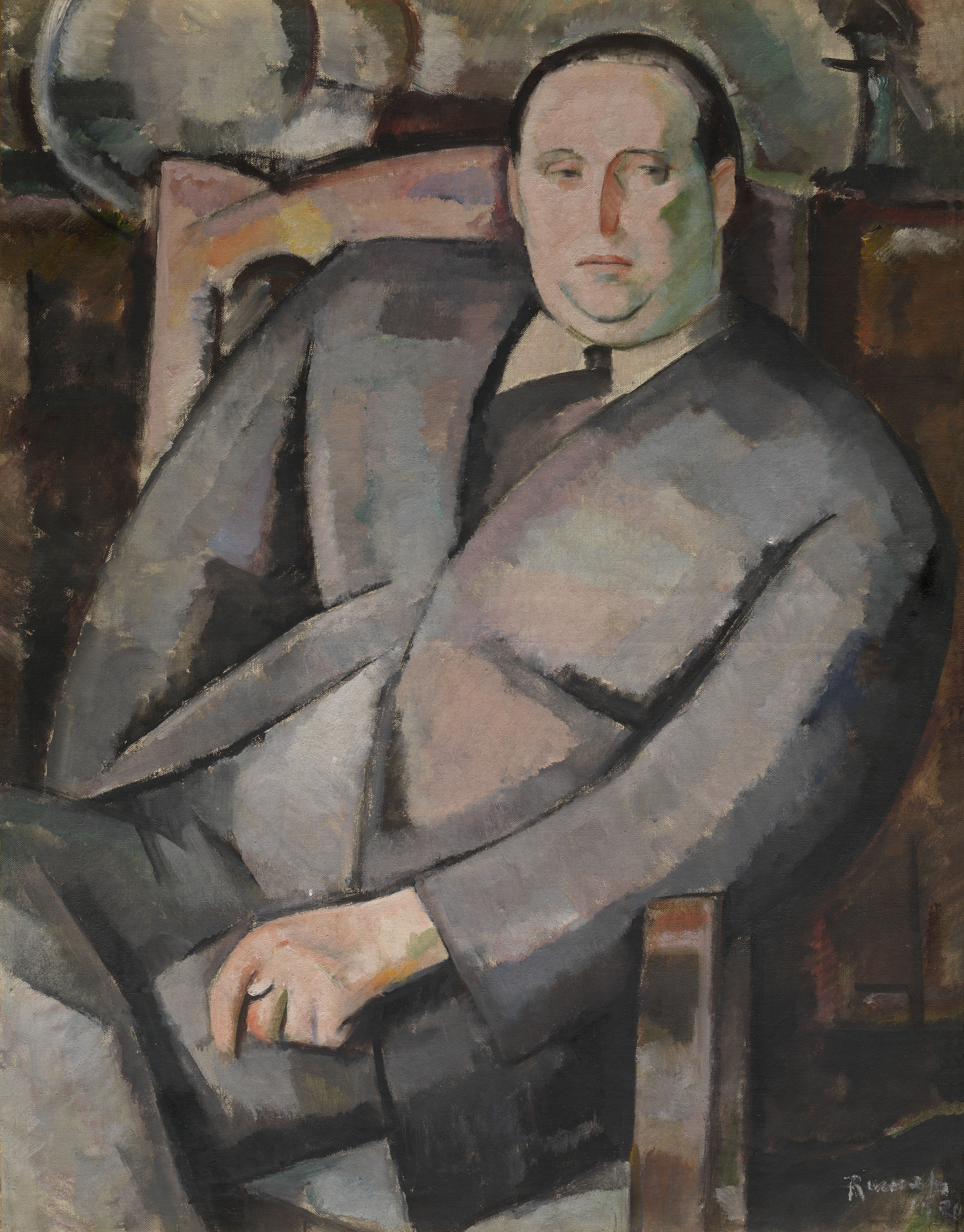
Paul Gustave Van Hecke, Ramah, 1920, Koninklijk Museum voor Schone Kunsten Antwerpen
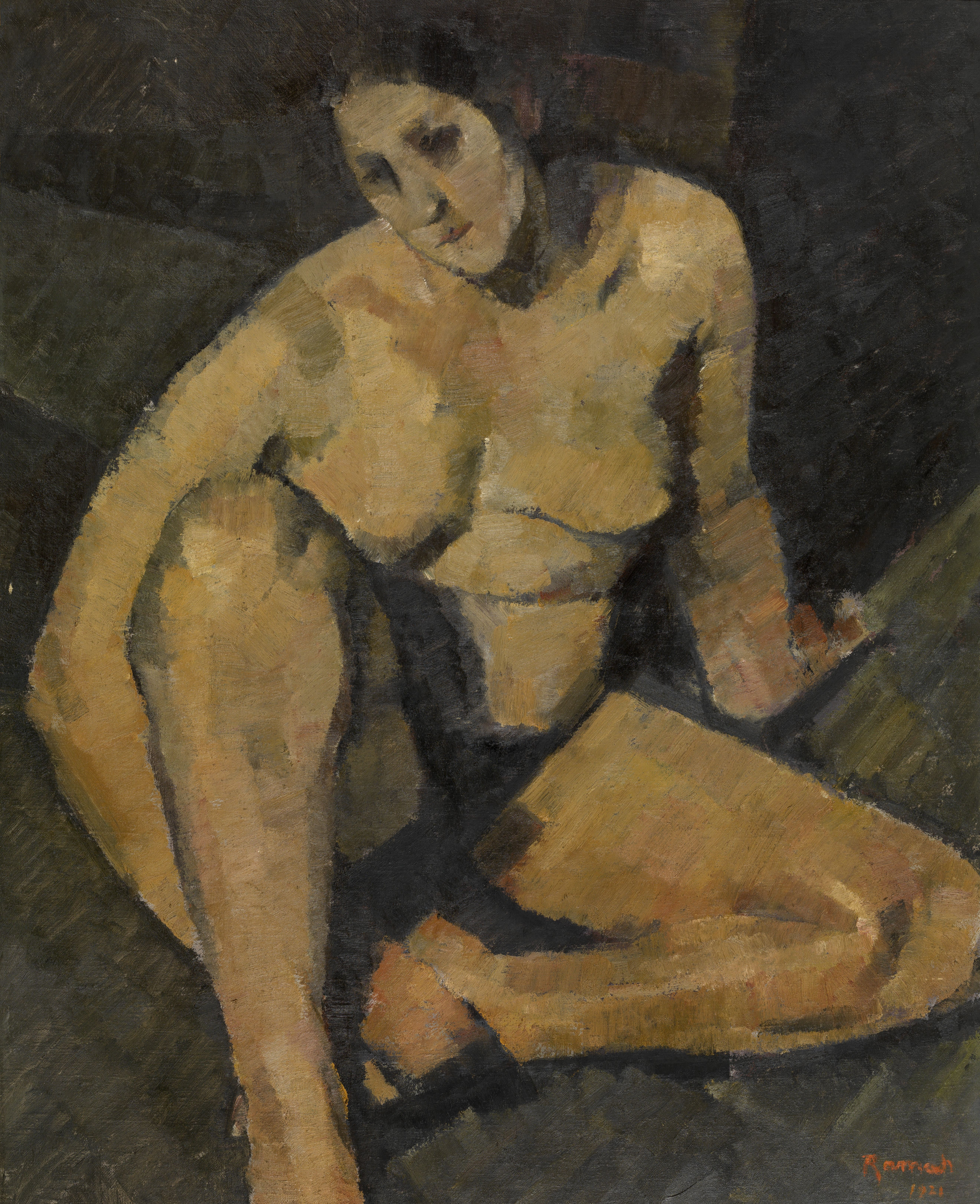
Zittend naakt, Ramah, 1921, Koninklijk Museum voor Schone Kunsten Antwerpen